# Si tu reviens
Pour plus de détails, voir Fiche technique et Distribution.
Si tu reviens est une comédie sentimentale française de Jacques Daniel-Norman sortie en 1938.

## Synopsis
Claire et Jean sont amants, mais le père de Claire s'oppose à cette union, car Jean est le fils d'une femme qu'il a connu autrefois. Jean devient un grand chanteur, mais n'oublie pas Claire.

## Fiche technique
- Titre : Si tu reviens
- Réalisation : Jacques Daniel-Norman
- Scénario :  Fernand Méric, Maurice Marron
- Adaptation : Jacques Daniel-Norman
- Musique : Vincent Scotto
- Image : André Bac, Lucien Joulin, Adrien Porchet
- Son : André Aspard
- Décors : Robert Dumesnil
- Producteur : Fernand Méric
- Format :  Son mono  - Noir et blanc - 35 mm  - 1,37:1
- Genre : Comédie sentimentale
- Durée : 102 minutes
- Date de sortie : 
  - France - 23 février 1938

## Distribution
- Reda Caire[1] : Jean Lemmonier
- Jean Dunot : François Itier
- Nicole Vattier : Claire Roux
- Jean Aquistapace : Le capitaine Polyte
- Mathilde Alberti : Annette
- Nane Chaubert : Nana
- Lucien Darlouis : Toine
- Crista Dorra : Juliette
- Farmy : Marius
- Geno Ferny : L'oncle Rolland
- Jacques Grétillat : Monsieur Itier
- Jane Lamy : Yvonne
- Germaine Lix : Madame Lemmonier
- Henri Vilbert : L'abbé